# Notre-Dame-de-l'Isle
Notre-Dame-de-l'Isle är en kommun i departementet Eure i regionen Normandie i norra Frankrike. Kommunen ligger i kantonen Les Andelys som tillhör arrondissementet Les Andelys. År 2022 hade Notre-Dame-de-l'Isle 643 invånare.

## Befolkningsutveckling
Antalet invånare i kommunen Notre-Dame-de-l'Isle
Referens:INSEE